# Лулінг (Луїзіана)
Лулінг (англ. Luling) — переписна місцевість (CDP) в США, в окрузі Сент-Чарлз штату Луїзіана. Населення — 13 716 осіб (2020).

## Географія
Лулінг розташований за координатами 29°53′54″ пн. ш. 90°21′11″ зх. д. / 29.89833° пн. ш. 90.35306° зх. д. (29.898355, -90.353190).  За даними Бюро перепису населення США в 2010 році переписна місцевість мала площу 63,40 км², з яких 60,35 км² — суходіл та 3,05 км² — водойми.

## Демографія
Згідно з переписом 2010 року, у переписній місцевості мешкало 12 119 осіб у 4301 домогосподарстві у складі 3401 родини. Густота населення становила 191 особа/км².  Було 4559 помешкань (72/км²).
Расовий склад населення:
| - 79,5 % — білих - 16,2 % — чорних або афроамериканців - 0,9 % — азіатів - 0,3 % — корінних американців - 1,2 % — осіб інших рас |

До двох чи більше рас належало 1,9 %. Частка іспаномовних становила 4,4 % від усіх жителів.
За віковим діапазоном населення розподілялося таким чином: 26,9 % — особи молодші 18 років, 62,3 % — особи у віці 18—64 років, 10,8 % — особи у віці 65 років та старші. Медіана віку мешканця становила 37,9 року. На 100 осіб жіночої статі у переписній місцевості припадало 94,4 чоловіків;  на 100 жінок у віці від 18 років та старших — 90,9 чоловіків також старших 18 років.
Середній дохід на одне домашнє господарство  становив 81 984 долари США (медіана — 65 400), а середній дохід на одну сім'ю — 88 420 доларів (медіана — 75 794). Медіана доходів становила 63 787 доларів для чоловіків та 40 679 доларів для жінок. За межею бідності перебувало 10,5 % осіб, у тому числі 12,6 % дітей у віці до 18 років та 3,2 % осіб у віці 65 років та старших.
Цивільне працевлаштоване населення становило 6154 особи. Основні галузі зайнятості: освіта, охорона здоров'я та соціальна допомога — 21,2 %, виробництво — 13,2 %, науковці, спеціалісти, менеджери — 12,4 %.